# Ścisła addytywność miar wektorowych
Ścisła addytywność – własność miar wektorowych o wartościach w przestrzeniach Banacha.

## Definicja
Niech {\displaystyle {\mathcal {F}}} będzie ciałem podzbiorów zbioru {\displaystyle M} oraz {\displaystyle E} będzie przestrzenią Banacha i niech {\displaystyle \nu \colon {\mathcal {F}}\to E} będzie miarą wektorową. Mówimy, że {\displaystyle \nu } jest ściśle addytywna, gdy dla każdego ciągu {\displaystyle (A_{n})_{n\in \mathbb {N} }} zbiorów parami rozłącznych z ciała {\displaystyle {\mathcal {F}}} szereg {\displaystyle \sum _{n=1}^{\infty }\nu (A_{n})} jest zbieżny według normy.
Mówimy, że rodzina {\displaystyle \{\nu _{t}\colon {\mathcal {F}}\to E:t\in T\}} ściśle addytywnych miar wektorowych jest jednostajnie ściśle addytywna, gdy dla każdego ciągu {\displaystyle (A_{n})_{n\in \mathbb {N} }} zbiorów parami rozłącznych z ciała {\displaystyle {\mathcal {F}}} granica {\displaystyle \lim _{n\to \infty }\|\sum _{m=n}^{\infty }\nu _{t}(A_{m})\|=0} jednostajnie dla każdego {\displaystyle t\in T.}

## Własności
- Miara wektorowa o skończonym wahaniu jest ściśle addytywna.
- Ściśle addytywna miara wektorowa, określona na ciele zbiorów, jest ograniczona.
- Jeśli {\displaystyle \{\nu _{t}\colon {\mathcal {F}}\to E:t\in T\}} jest rodziną miar wektorowych, wtedy następujące warunki są równoważne:

1. {\displaystyle \{\nu _{t}\colon t\in T\}} jest rodziną jednostajnie ściśle addytywną.
2. {\displaystyle \{x^{\star }\nu _{t}\colon t\in T\,x^{\star }\in E^{\star },\|x^{\star }\|\leqslant 1\}} jest rodziną jednostajnie ściśle addytywną.
3. Jeśli {\displaystyle (A_{n})_{n\in \mathbb {N} }} jest ciągiem zbiorów parami rozłącznych z ciała {\displaystyle {\mathcal {F}},} wtedy {\displaystyle \lim _{n\to \infty }\|\nu _{t}(A_{n})\|=0} jednostajnie dla każdego {\displaystyle t\in T.}
4. Jeśli {\displaystyle (A_{n})_{n\in \mathbb {N} }} jest ciągiem zbiorów parami rozłącznych z ciała {\displaystyle {\mathcal {F}},} wtedy {\displaystyle \lim _{n\to \infty }\|\nu _{t}\|(A_{n})=0} jednostajnie dla każdego {\displaystyle t\in T.}
5. {\displaystyle \{|x^{\star }\nu _{t}|\colon t\in T\,x^{\star }\in E^{\star },\|x^{\star }\|\leqslant 1\}} jest rodziną jednostajnie ściśle addytywną[1].